# Associazione Fascista Calcio Catania 1942-1943
Questa voce raccoglie le informazioni riguardanti l'Associazione Fascista Calcio Catania nelle competizioni ufficiali della stagione 1942-1943.

## Stagione
Il Catania vince con 31 punti il girone H della Serie C 1942-1943. Il centravanti Marco Romano realizza 26 reti in 17 partite, dopo aver vinto per due stagioni il titolo di cannoniere in Serie B con Comense e Novara.
I nomi dei nuovi acquisti sono Giordano Colaussi, Nereo Marini e Marco Romano, preceduti dal nuovo allenatore Berardo Frisoni, ex mediano di Brescia e Genoa. Rientrano Gaetano Pinto, Renzo Bettini e Mario De Bartoli. Il girone N del campionato di Serie C per il Catania è una passeggiata, con 16 vittorie un pareggio e una sconfitta, 65 reti realizzate e 7 subite. 
All'inizio di aprile parte il girone finale e, dopo il pareggio a Terni si chiude il torneo per  gli etnei, il 15 e 16 aprile la città di Catania viene bombardata, muoiono 158 civili, 322 sono i feriti; l'11 maggio un altro tremendo attacco causa 216 morti e oltre 300 feriti, a chi può interessare ancora il calcio? La FIGC, non potendo più garantire la regolarità di campionati e gironi finali a causa dell'invasione della Sicilia da parte delle truppe americane, decise di continuare l'attività escludendo tutte le squadre siciliane. Sotto le macerie finisce anche l'A.F.C. Catania, la città si risveglia al termine del conflitto, senza quella squadra capace di suscitare tanti entusiasmi negli sportivi etnei, sin dalle esibizioni in Piazza Verga nel Campo dei cent'anni, e in grado di conseguire una storica promozione in Serie B.
L'Associazione Fascista Calcio Catania termina la sua vita definitivamente il 27 luglio 1944 insieme ad altre associazioni legate al regime. La Catania sportiva riparte disputando i tornei indetti nel 1944 e 1945 dal restaurato Comitato Regionale Siculo di Orazio Siino. Sono quattro le formazioni catanesi che vi partecipano, l'Unione Sportiva Catanese, la Virtus et Robur Catania, l'Unione Sportiva Elefante e la Società Sportiva Etna.

## Rosa
| N. |                   | Ruolo | Calciatore        |
| -- | ----------------- | ----- | ----------------- |
|    | Italia (bandiera) | C     | Piero Antoni      |
|    | Italia (bandiera) | C     | Renzo Bettini     |
|    | Italia (bandiera) | P     | Carmelo Caruso    |
|    | Italia (bandiera) | D     | Gaetano Cicerano  |
|    | Italia (bandiera) | A     | Giordano Colaussi |
|    | Italia (bandiera) | C     | Mario De Bartoli  |
|    | Italia (bandiera) | C     | Giuseppe Fardella |
|    | Italia (bandiera) | C     | Vincenzo Ferrante |
|    | Italia (bandiera) | D     | Adolfo Gentile    |
|    | Italia (bandiera) | A     | Umberto Marcoccio |

| N. |                   | Ruolo | Calciatore       |
| -- | ----------------- | ----- | ---------------- |
|    | Italia (bandiera) | D     | Nereo Marini     |
|    | Italia (bandiera) | C     | Grado Matteoni   |
|    | Italia (bandiera) | A     | Gaetano Pinto    |
|    | Italia (bandiera) | C     | Arturo Presselli |
|    | Italia (bandiera) | A     | Marco Romano     |
|    | Italia (bandiera) | C     | Italo Scridel    |
|    | Italia (bandiera) | A     | Nunzio Scuderi   |
|    | Italia (bandiera) | D     | Ivo Tesi         |
|    | Italia (bandiera) | D     | Alfredo Vitali   |
|    | Italia (bandiera) | A     | Edmondo Vitali   |

## Risultati

### Serie C girone N
| Arbitro: | Di Nanni (Napoli) |

|                                               |           |                  |
| Marcoccio 22’ Tesi 38’, 72’ Romano 83’ (rig.) | Marcatori | 77’ (rig.) Ciani |

| Arbitro: | Lisotti (Roma) |

|              |           |  |
| Peresson 85’ | Marcatori |  |

| Arbitro: | Sorge (Siracusa) |

|                                                                   |           |  |
| Romano 3’, 10’, 45’, 52’, 55’, 67’ Scuderi 36’, 83’ Presselli 62’ | Marcatori |  |

| Arbitro: | Cilento (Soverato) |

|  |           |                                                                              |
|  | Marcatori | 5’, 39’, 84’ Romano 12’ Colaussi 41’, 69’ Scuderi 48’ Matteoni 59’ Presselli |

| Arbitro: | Pezzino (Palermo) |

|                                           |           |             |
| Colaussi 32’, 70’ Scridel 52’ Scuderi 81’ | Marcatori | 86’ Colombo |

| Arbitro: | Calcagno (Caltanissetta) |

|          |           |                                           |
| Orsi 68’ | Marcatori | 40’, 43’ Romano 84’, 87’ Scuderi 89’ Tesi |

| Arbitro: | Sorge (Siracusa) |

|                                                |           |  |
| Scuderi 50’, 69’ Romano 55’, 68’, 85’ Colaussi | Marcatori |  |

| Arbitro: | Rizzo (Messina) |

|                                                              |           |  |
| Matteoni 31’ Romano 63’, 68’, 84’ Presselli 75’ Colaussi 81’ | Marcatori |  |

| Arbitro: | Gemini (Roma) |

|            |           |            |
| Sciuto 29’ | Marcatori | 20’ Romano |

#### Girone di ritorno
| Arbitro: | Avallone (Palermo) |

|  |           |                                                       |
|  | Marcatori | 39’ Colaussi 53’, 72’ (rig.) 86’ Romano 78’ Presselli |

| Arbitro: | Visconti (Roma) |

|                                      |           |              |
| Marini 50’ (rig.) Mazzoli 57’ (aut.) | Marcatori | 51’ Cattaneo |

| Arbitro: | Gemini (Roma) |

|                     |           |                                            |
| Barbieri 44’ (rig.) | Marcatori | 25’ (aut.) Tiano 30’ Scridel 58’ Presselli |

| 31 gennaio 1943 13ª giornata | Catania | – NON DISPUTATA | GIL Siderno |  |

| Arbitro: | Pezzino (Palermo) |

|  |           |                 |
|  | Marcatori | 34’ (aut.) Golo |

| Arbitro: | Sampognaro (Catania) |

|                                                                    |           |  |
| Colaussi 49’ Romano 63’, 74’, 75’, 83’ Presselli 68’ Marcoccio 86’ | Marcatori |  |

| Arbitro: | Avallone (Palermo) |

|  |           |               |
|  | Marcatori | 16’ E. Vitali |

| Arbitro: | Cilento (Soverato) |

|  |           |                            |
|  | Marcatori | 13’ Presseli 66’ E. Vitali |

| Arbitro: | Di Nanni (Napoli) |

|              |           |  |
| Marcoccio 1’ | Marcatori |  |

#### Girone di Finale
| Arbitro: | Bianchi (Firenze) |

|             |           |               |
| Dentuti 57’ | Marcatori | 48’ Presselli |